# رضا انتظاری
محمدرضا انتظاری (متولد ۱۳۲۵ در شمیران) دونده ایرانی بود که در بازی‌های آسیایی ۱۹۷۴ تهران دو مدال نقره در رشته‌های ۴۰۰ متر و ۸۰۰ متر و یک مدال برنز در ۴ در ۴۰۰ متر امدادی کسب کرد. رکورد ۴۶٫۶۹ ثانیه وی در ۴۰۰ متر به مدت ۳۲ سال رکورد ایران بود تا اینکه در سال ۱۳۸۵ توسط رضا بوعذار شکسته شد.
انتظاری در المپیک ۱۹۷۲ مونیخ در رشته‌های ۴۰۰ متر و ۸۰۰ متر مسابقه داد که در ۴۰۰ متر به نیمه‌نهایی رسید.
وی پیش از بازیهای آسیایی ۱۹۷۴ برای مدتی به آلمان اعزام شده بود تا در کلاس‌های آموزشی پروفسور ویشمن شرکت کند. در بازیهای آسیایی ۱۹۷۴ مقام سومی ایران در ۴ در ۴۰۰ امدادی در حالی به دست آمد که وقتی چوب امدادی به رضا انتظاری آخرین دونده رسید تیم ایران در رده ششم بود اما انتظاری توانست تیم ایران (متشکل از فخرالدین علم‌شاه، قاسم کویتی‌پور و هوشنگ ارشدی) را به رده سوم پس از سریلانکا و هند ارتقا دهد.
انتظاری در سال‌های آخر عمر خود در ورزشگاه شهید کشوری تهران به علاقه‌مندان دو آموزش‌های لازم را می‌داد.
از دیگر قهرمانان ملی هم همراه در بازیهای آسیایی  ۱۹۷۴ ۱۳۵۳ تهران میتوان به تیمور غیاثی هوشنگ ارشدی منوچهر شمشیری احمد گودرزی حسام زارع  اشاره نمود 

## رکوردهای شخصی
- ۴۰۰ متر: ۴۶٫۶۹ ثانیه (بازی‌های آسیایی تهران)
- ۸۰۰ متر: ۱:۴۸٫۵۰ دقیقه (بازی‌های آسیایی تهران)